# Сол, Джон Ролстон
Джон Ролстон Сол (англ. John Ralston Saul, род. 19 июня 1947, Оттава) — канадский философ
, писатель
 и эссеист. Автор романов на политические темы. Президент международного ПЕН-клуба (2009 — 2015).
Соучредитель и сопредседатель некоммерческого Института канадского гражданства, национальной благотворительной организацией, включения новых граждан.

## Биография
Джон Ролстон Сол родился в семье военного Уильяма Саула. Отец работал в Париже и Брюсселе в качестве военного советника посла Канады в НАТО, в звании полковника.
В молодом возрасте будущий писатель научился говорить на французском и английском языках.
Учился в университете McGill в Монреале и в Лондонском Королевском колледже, степень доктора философии (PhD) получил в 1972 году.
Свой первый роман «Хищные птицы» опубликовал в 1977 году — это политическая новелла о голлистской Франции, ставшая международным бестселлером.
В конце 1970-х и начале 1980-х годов Джон Ролстон Сол жил в Северной Африке и Юго-Восточной Азии, совершив несколько длительных переходов с партизанской армией. 
В 1990—1992 гг. возглавлял канадский ПЕН-центр.
С 1999 по 2006 год служил вице-королевским консортом Канады.
В конце 2013 года как президент международной организации писателей ПЕН-центр приезжал в Москву и принимал участие в ярмарке интеллектуальной литературы Non/fiction.
Семья
- С 1999 года супруг Адриенны Кларксон. С 1999 по 2006 год его жена Адриенн Кларксон была генерал-губернатором Канады.

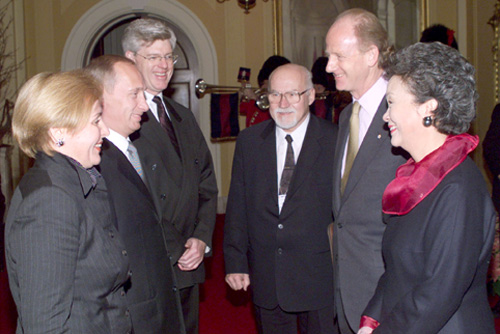
Официальная церемония встречи Владимира и Людмилы Путиных с Генерал-губернатором Канады Адриенны Кларксон и её супругом

## Награды и премии
- Кавалер ордена Канады (1999)
- шевалье ордена des Arts et des Lettres Des Arts Франции (искусств и литературы, 1996).
- Обладатель 17 почётных ученых степеней в диапазоне от Университета Макгилла и Университета Оттавы до Университета Герцена в Санкт-Петербурге.